# Pterocryptis verecunda
Pterocryptis verecunda är en fiskart som beskrevs av Ng och Jörg Freyhof 2001. Pterocryptis verecunda ingår i släktet Pterocryptis och familjen malfiskar. IUCN kategoriserar arten globalt som nära hotad. Inga underarter finns listade i Catalogue of Life.